# 巴布拉里德旺格阿恩杰
巴布拉里德旺格阿恩杰（Bablari Dewanganj），是印度西孟加拉邦Nadia县的一个城镇。总人口6565（2001年）。

## 人口
该地2001年总人口6565人，其中男性3309人，女性3256人；0—6岁人口694人，其中男335人，女359人；识字率68.41%，其中男性为76.25%，女性为60.44%。